# Municipis de Tabasco

Mapa dels municipis de Tabasco

Llista de municipis de Tabasco. L'estat de Tabasco s'organitza administrativament en disset municipis:
| Codi | Municipi        | Superfície (km²) | Seu municipal            |
| ---- | --------------- | ---------------- | ------------------------ |
| 001  | Balancán        | 3.626            | Balancán                 |
| 002  | Cárdenas        | 2.112            | Cárdenas                 |
| 003  | Centla          | 3.093            | Frontera                 |
| 004  | Centro          | 1.612            | Villahermosa             |
| 005  | Comalcalco      | 723              | Comalcalco               |
| 006  | Cunduacán       | 624              | Cunduacán                |
| 007  | Emiliano Zapata | 510              | Emiliano Zapata          |
| 008  | Huimanguillo    | 3.758            | Huimanguillo             |
| 009  | Jalapa          | 643              | Jalapa                   |
| 010  | Jalpa de Méndez | 472              | Jalpa de Méndez          |
| 011  | Jonuta          | 1.575            | Jonuta                   |
| 012  | Macuspana       | 2.552            | Macuspana                |
| 013  | Nacajuca        | 488              | Nacajuca                 |
| 014  | Paraíso         | 378              | Paraíso                  |
| 015  | Tacotalpa       | 739              | Tacotalpa                |
| 016  | Teapa           | 680              | Teapa                    |
| 017  | Tenosique       | 2.098            | Tenosique de Pino Suárez |